# Vana Jutuvestja Laulud
Vana Jutuvestja Laulud (The Song of an Old Storyteller) är det estniska folk metal-bandet Metsatölls första samlingsalbum. Det gavs ut 11 november 2016 på Spinefarm.
All musik är skriven och arrangerad av bandet. Låtarna kommer från bandets samtliga sex studioalbum, Hiiekoda (spår 13 och 16), Terast mis hangund me hinge 10218 (spår 7), Iivakivi (spår 1 och 11), Äio (spår 8, 10 och 14), Ulg (spår 3, 5 och 6), Karjajuht (spår 4 och 15) samt från EP:n Pummelung (spår 9). Låtarna "Vimm" och "Meri ja maa" spelades in nya för detta samlingsalbum. Översättningarna till engelska av titlar och sångtexter har gjorts av den tidigare bendmedlemmen och trummisen Silver "Factor" Rattasepp.

## Musiker

### Bandmedlemmar
- Markus "Rabapagan" Teeäär – sång, rytmgitarr
- Lauri "Varulven" Õunapuu – gitarr, sång, flöjt, cittra, mungiga och andra folkmusikinstrument
- Raivo "KuriRaivo" Piirsalu – bas, bakgrundssång
- Marko Atso – trummor, percussion, bakgrundssång

### Övrig medverkan
- Sven Verkel - inspelning, mixning
- Lauri Liivak - inspelning, mixning
- Kristo Kotkas - inspelning, mixning
- Mikko Karmila - mixning
- Kristjan "Luix" Luiga - design
- Keijo Koppel - mastring, inspelning, mixning
- Jüri Arrak - omslagsbild
- Indrek Kasesalu - fotografi

## Låtlista
Estniska låttitlar
1. Veelind - 06:47
2. Vimm - 03:48
3. Küü - 04:09
4. Must hunt - 02:46
5. Kivine maa - 03:55
6. Kahjakaldad - 04:48
7. Terast mis hangud me hinge - 04:49
8. Vaid vaprust - 03:45
9. Vana jutuvestja laul - 04:15
10. Vägi ja võim - 05:24
11. Rauast sõnad - 05:32
12. Meri ja maa - 04:25
13. Saaremaa vägimees - 02:19
14. Kuni pole kodus, olen kaugel teel - 02:35
15. See on see maa - 03:58
16. Lahinguväljal näeme, raisk! - 04:57

Översättning av titlarna till engelska, av Silver Rattasepp
1. Birds From Water
2. Spite
3. Serpent
4. Black Wolf
5. Land Full of Stones
6. Sacrificial Shores
7. Steel Frozen in Our Souls
8. Only Bravery
9. The Song of an Old Storyteller
10. Of Power and Might
11. Words of Iron
12. Sea and Land
13. The Giant Hero of Ösel
14. Until I Arrive at Home, I’m on a Distant Road
15. This is the Land
16. See You on the Battlefield!